# Scipio breviceps
Scipio breviceps är en insektsart som beskrevs av Ferris 1916. Scipio breviceps ingår i släktet Scipio och familjen ledlöss. Inga underarter finns listade i Catalogue of Life.